# Аче (народ)
Аче (Гуаяки, Гуаякуи, Гуоягуи, Гиаяки, что дословно означает на языке гуар.  — лесные крысы; самоназвание aché — человек) — аборигенный народ, который проживал в субтропических лесах Восточного Парагвая.

## История народа
Аче традиционно жили как народ охотников и собирателей. Их средства к жизни зависели от охоты и собирания фруктов, мёда и корней.
В XX веке при диктаторском режиме Стресснера подверглись фактически массовому истреблению и вытеснению с занимаемых ранее земель. В 70-х годах XX века проведена массовая депортация аче в резервации, однако в 2000 году им было разрешено возвращение на родные территории. Современная численность аче — более 1500 человек.
Существует ряд антропологических исследований аче. Среди прочих, им посвящены труды Пьера Кластра.
В книге Юлиана Семёнова «Экспансия II» о деятельности Исаева-Штирлица в Южной Америке в конце 1940-х гг. утверждается, что в указанный период в Парагвае была разрешена свободная охота на аче.

## География и разделение
Впервые аче были описаны иезуитами в XVII в. Состояли из четырёх эндогамных групп, отношения между которыми не были мирными. Это были группы южные Аче, Аче Ва, Аче Гату, и Ывытырусу. Язык принадлежит к языкам гуарани. Теперь аче преимущественно проживают в семи поселениях: Чупа Поу, Арройо Бандера, Куетувы, Куетувывэ, Серро Мороти, Пуерто Барра и Ыпетими. Куетувывэ было создано в 2000-м году организацией Аче La Liga Nativa por la Autonomía, Justicia y Ética (национальная лига за автономию, справедливость и этику).